# Signes particuliers : néant
Ne doit pas être confondu avec le film polonais Signe particulier : néant
Pour les articles homonymes, voir Néant (homonymie) et The Man Inside (homonymie).
Signes particuliers : néant (The Man Inside) est un film britannique réalisé par John Gilling, sorti en 1958.

## Synopsis
Employé d'une bijouterie, Sam Carter rêve d'une vie dorée et vole une pierre précieuse dans l'établissement dans lequel il travaille. Lors du vol, il tue un policier avant de fuir en Europe. Il est aussitôt traqué par le détective Milo March mais aussi par une mystérieuse escroc, Trudie Hall, qui souhaite le séduire pour lui voler le joyau... 

## Fiche technique
- Titre original : The Man Inside
- Titre français : Signes particuliers : néant
- Réalisation : John Gilling
- Scénario : David Shaw, John Gilling, Richard Maibaum d'après le roman The Man Inside de M.E. Chaber (Voué au blanc-bleu Série noire no 209)
- Photographie : Ted Moore
- Montage : Bert Rule
- Musique : Richard Rodney Bennett
- Production : Irving Allen et Albert R. Broccoli
- Société de production : Warwick Films
- Société de distribution : Columbia Pictures
- Pays d'origine :  Royaume-Uni
- Langue originale : anglais
- Format : noir et blanc
- Genre : film policier
- Durée : 97 minutes
- Dates de sortie : 
  - Royaume-Uni : 7 septembre 1958
  - États-Unis : décembre 1958

## Distribution
- Jack Palance : Milo March
- Anita Ekberg : Trudie Hall
- Nigel Patrick : Sam Carter
- Anthony Newley : Ernesto
- Bonar Colleano : Martin Lomer
- Sean Kelly : Rizzio
- Sid James : Franklin
- Donald Pleasence : le joueur d'orgue
- Eric Pohlmann : Tristao
- Josephine Brown : Mme Frazur
- Alec Mango : Lopez

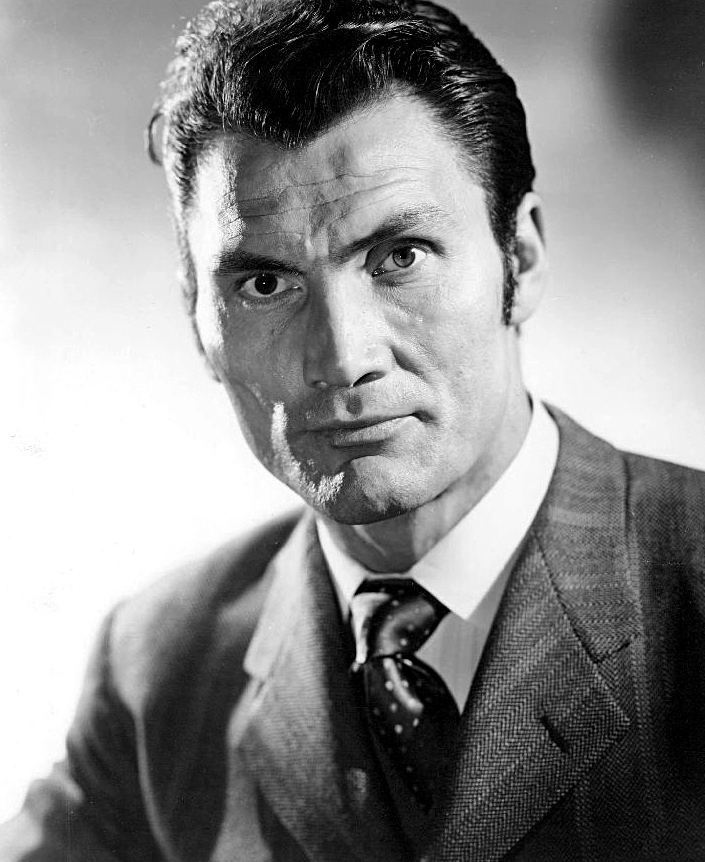
Jack Palance (en 1954).
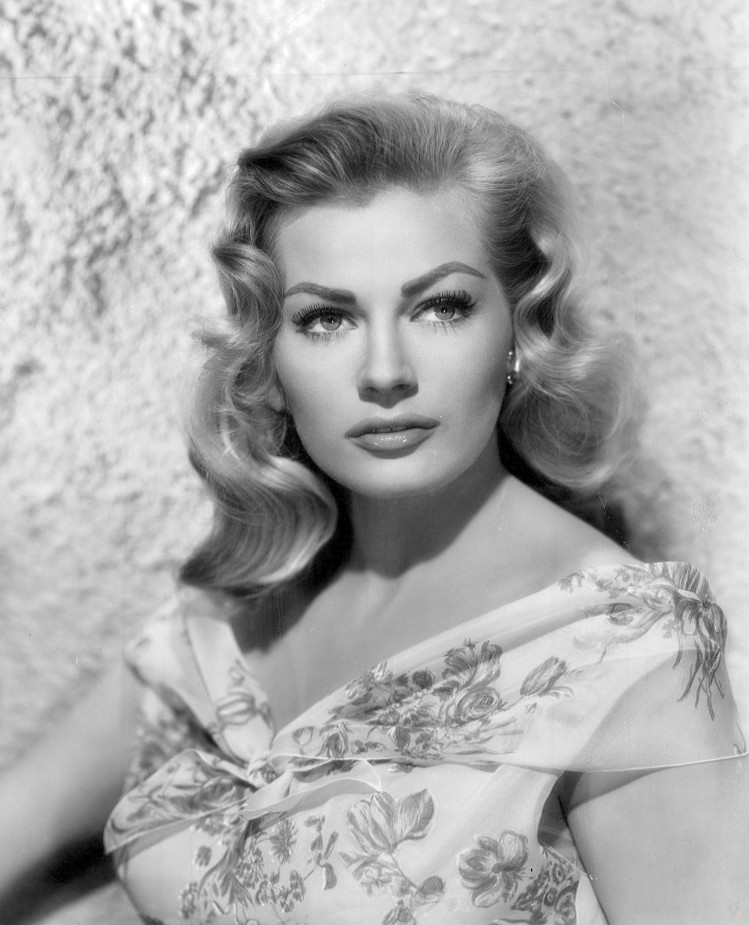
Anita Ekberg (en 1956).